# Francesco Cerlone
Francesco Cerlone (Napoli, 25 marzo 1722 – Napoli, 1812 circa) è stato un librettista e drammaturgo italiano.

## Biografia
Da giovane lavorava come ricamatore in una tintoria napoletana. Iniziò l'attività librettistica nel 1750 a Roma, dove riadattò il repertorio per alcune rappresentazioni di tintori napoletani. 
A Napoli, poeta del Teatro San Carlino e del Nuovo, scrisse circa 70 opere tra commedie, tratte per lo più da romanzi di successo, innovati mediante l'inserimento di maschere (Pulcinella) e tipi comici (Fastidio de Fastidiis) della tradizione napoletana, tragicommedie e libretti, musicati da Giovanni Paisiello (tra cui L'osteria di Marechiaro, 1768), Niccolò Piccinni, Domenico Cimarosa, Giuseppe Gazzaniga (Il barone di Trocchia 1869).
Ottenne i primi riconoscimenti solamente a partire dal 1760 circa.

## Libretti
- La fedeltà in amore (musicato da Giacomo Tritto, 1764)
- Il barone di Trocchia (musicato da Giuseppe Gazzaniga, 1768; musicato da Luigi Caruso, 1773)
- L'osteria di Marechiaro (musicato da Giacomo Insanguine, 1768; musicato da Giovanni Paisiello, 1769)
- La pittrice (musicato da Carlo Franchi, 1768)
- Li napoletani in America (musicato da Niccolò Piccinni, 1768)
- La Zelmira (musicato da Giovanni Paisiello, 1770)
- La Mergellina (musicato da Francesco Corbisieri, 1771)
- La finta parigina (musicato da Domenico Cimarosa, 1773)
- L'astuzia amorosa (musicato da Michele Mortellari, 1775)
- L'osteria di Pausilippo (musicato da Francesco Corbisieri, 1775)
- Il principe riconosciuto (musicato da Giacomo Tritto, 1780)
- La marinella (musicato da Giacomo Tritto, 1780)
- La Bellinda o L'ortolana fedele (musicato da Giacomo Tritto, 1781)
- La creduta infedele (musicato da Giuseppe Gazzaniga, 1783)